# シュテファン・エッフェンベルク
シュテファン・エッフェンベルク（Stefan Effenberg, 1968年8月2日 - ）は、ドイツ・ハンブルク出身の元同国代表サッカー選手、サッカー指導者。選手時代のポジションはMF。中盤の底の位置からのゲームメイクを得意とする。愛称はエッフェ、ティーガー（ドイツ語で虎の意）。

## 選手経歴
1987年、ボルシアMGでプロ生活をスタート。中心選手として頭角を現し、1990年、バイエルン・ミュンヘンがローター・マテウスの後釜に据えるべく獲得した。2年間でリーグで19得点、クラブに数多くのタイトルをもたらした。しかし、監督や他選手たちのの関係は決して良好ではなく、ファンたちの支持も得られなかった。
1992-93シーズン、セリエA・ACFフィオレンティーナは、チーム改革を行うべく、ブライアン・ラウドルップら数人の新選手たちを獲得した。チームは、ピッチ内外でドゥンガに代わる存在としての期待を込めて、エッフェンベルクを獲得した。しかし、パフォーマンスは振るわず、チームは来期のセリエB落ちが決定した。1993-94シーズン、セリエBでのプレーの拒否を表明していたが、残留した。
1994年からは再びボルシアMGに移籍したあと、1998年にバイエルンに復帰。オットマー・ヒッツフェルト監督に主将に任命されるなど、キャリアの中で最も充実した時を過ごした。1998-99シーズン、UEFAチャンピオンズリーグ決勝では、「カンプ・ノウの悲劇」を経験して準優勝。2000-01シーズンのチャンピオンズリーグ優勝に貢献した。2002年にヴォルフスブルクへ移籍した後、カタールのクラブチームであるアル・アラビでプレーしたのを最後に現役を引退した。2005年7月22日には引退試合が行われ、自身初のハットトリックを決めて引退に花を添えた。
1988年、ドイツU-21代表でプレーしていたが、ベルティ・フォクツ監督により、態度が悪いとの理由でチームから外された。ドイツ代表としては1991年に初招集され、翌1992年のUEFA欧州選手権に出場、グループリーグのスコットランド戦で1得点。チームは決勝に進出したが、決勝でデンマークに敗れて準優勝。1994年のアメリカW杯、グループリーグ第2戦の韓国戦では、トーマス・ヘルマーと交代でピッチを去る際、自分にブーイングしたサポーターに対して中指を立てるなど挑発的な態度をとったとして強制帰国させられた。フランスW杯を前に、代表に複帰、2試合でプレーしただけで代表を辞退。その後、代表でプレーすることはなかった。

## 引退後
2015年10月、ブンデスリーガ2部の SCパーダーボルン07 の監督に就任したものの、15試合で2勝6分7敗と結果を残せず、さらには指導者ライセンス上義務付けられていた指導者講習会への参加を3年間に亘って怠ったことから、ドイツサッカー連盟が発行する指導者ライセンスが無効になっていたことが発覚し、監督就任5ヶ月弱で解任された。

## 代表歴

### 出場大会
- ドイツ代表
  - UEFA EURO '92 (準優勝)
  - 1994 FIFAワールドカップ (ベスト8)

### 試合数
- 国際Aマッチ 35試合 5得点（1991年-1998年）[8]

| ドイツ代表 | 国際Aマッチ | 国際Aマッチ |
| 年         | 出場        | 得点        |
| ---------- | ----------- | ----------- |
| 1991       | 4           | 0           |
| 1992       | 12          | 2           |
| 1993       | 11          | 3           |
| 1994       | 6           | 0           |
| 1995       | 0           | 0           |
| 1996       | 0           | 0           |
| 1997       | 0           | 0           |
| 1998       | 2           | 0           |
| 通算       | 35          | 5           |

## 個人タイトル
- UEFA欧州選手権1992ベストイレブン
- 2000-01 UEFA年間最優秀選手